# Andy Gillmann
Andreas Gillmann (* 1963 in Wiesbaden) ist ein deutscher Jazzschlagzeuger, Musikpädagoge und Autor.

## Leben
Seit seinem 15. Lebensjahr hatte Gillmann sechs Jahre lang Unterricht bei dem Jazzschlagzeuger Peter Weiss. Von 1987 bis 1991 studierte er am Konservatorium von Arnhem bei René Creemers und Joop van Eerven. Während seiner Studienzeit leitete er die Funkband Sixpack, trat mit Harald Schmidt und Thomas Freitag im Düsseldorfer Kom(m)ödchen auf und begleitete den Schlagersänger Andy Borg bei einer USA-Tournee.
Nach dem Studium ließ sich Gillmann in Köln nieder und begann am Düsseldorfer Drummers Institute zu unterrichten. Er gab Workshops und erhielt 1996 einen Lehrauftrag für Drumset an der Musikhochschule Köln, Abteilung Wuppertal. 1998 veröffentlichte er mit René Creemers das Schlagzeuglehrbuch Drummers Inspiration.
Anfang der 1990er Jahre unternahm er u. a. Tourneen mit Gitte Haenning, Marla Glen und Pe Werner und gewann mit der Gruppe Toynbeehall den Ruhrrock Preis. Er wirkte an der Aufführung der Musicals Der kleine Horrorladen im Kölner Cinedom und Grease in Düsseldorf mit und schrieb das Schlagzeugarrangement für die deutsche Fassung des Musicals Die Schöne und das Biest, das er auch auf CD einspielte.
Mit Jan Rohlfing spielte er 1998 eine Jubiläums-CD zum zehnjährigen Bestehen des Drummers Institute ein. Im gleichen Jahr wirkte er im Musical Girls, Girls, Girls in Köln mit. Er spielte Schlagzeug in der Comedy-Serie 7 Tage, 7 Köpfe, wirkte an verschiedenen CD-Aufnahmen mit und trat mit Leon Delray, Peter Bursch, Hakim Ludin, Marike Amado, Anne Haigis, Andy Galore und anderen auf.
Gillmann veröffentlichte weitere Lehrbücher und die Lehr-DVD Brushes unlimited und leitet seit 2004 die Band Andy Gillmann & the basic instinct, seit 2005 das Andy Gillmann Trio. Als Sideman arbeitete er u. a. mit David Becker, Tony Liotta, Hinrich Franck, Leslie Morgan, Georg Ruby, Ralf Cetto, Sylkie Monoff und Grant Stevens. 2005 nahm er an den CD-Aufnahmen und der Uraufführung des Musicals Robin Hood in Bremen teil.

## Diskografie
- Impala: Mr.M.
- Impala: X over Jazz
- Toynbeehall: Steel, spirit, sacred songs
- Toynbeehall: The last song
- Paradise Project feat. Stevie Woods: If paradise is half as nice
- Marcus Watta: Spirituals
- Die Schöne und das Biest – Das Musical
- Robin Hood – Das Musical
- Katrin Meinhold: Berührt von deinen Worten
- Drummers Institute 1988-1998
- Mireille: Mibebaha
- Top 10 Grooves & Beats - Brushes unlimited, DVD

## Bücher
- René Creemers, Andy Gillmann: Drummers Inspiration. Kreative Konzepte für Grooves und Fill Ins. Schlagzeuglehrbuch mit CD, Leu-Verlag 1998, ISBN 3-928-82579-8.[1]
- Das große Besenbuch. Leu-Vlg Wolfgang Leupelt 1999, ISBN 3-928-82587-9.
- Teamwork – 25 Duos, Trios & Quartet. Leu-Vlg Wolfgang Leupelt 2003, ISBN 3-897-75059-7.